# منتخب بولندا لكأس ديفيز
منتخب بولندا لكأس ديفيز هو ممثل بولندا الرسمي في كرة المضرب في كأس ديفيز.